# Барткі (Браневський повіт)
Барткі (пол. Bartki, нім. Bartken) — село в Польщі, у гміні Лельково Браневського повіту Вармінсько-Мазурського воєводства.
У 1975-1998 роках село належало до Ельблонзького воєводства.